# Enllaç de proteïnes

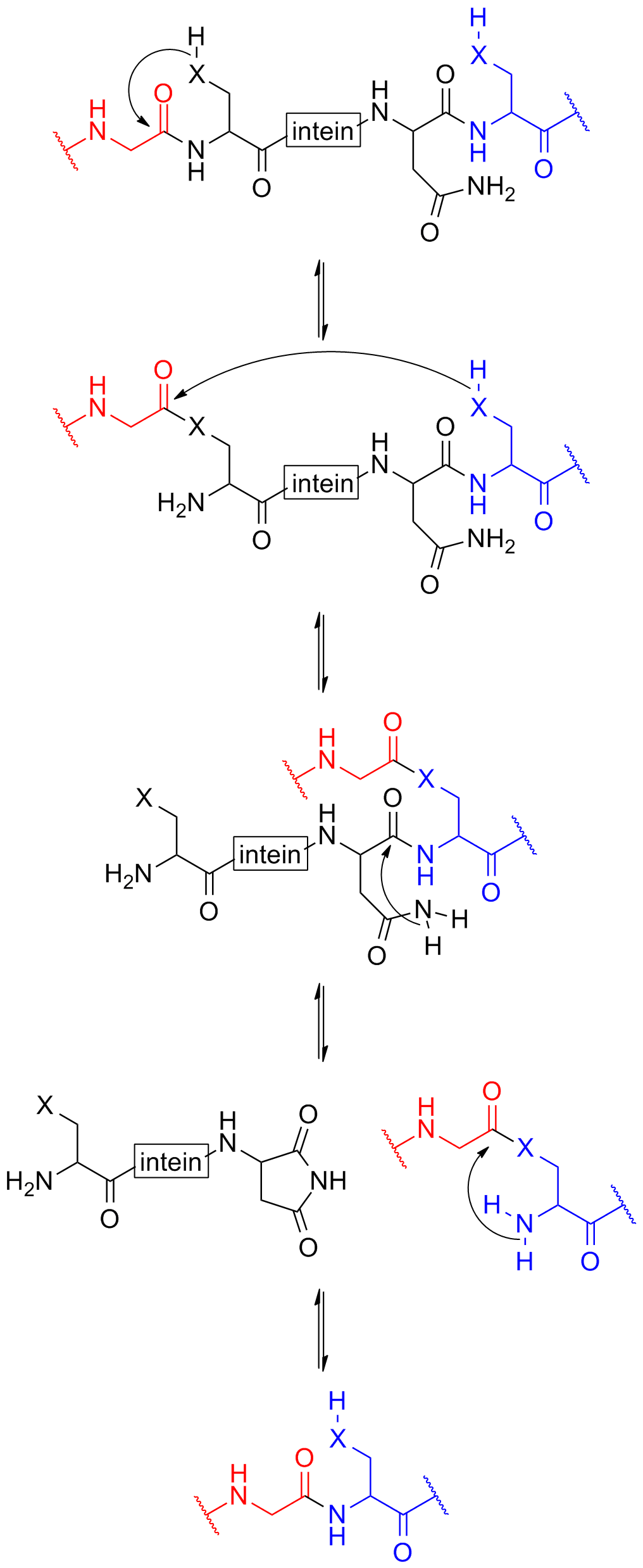
El mecanisme de l'empalmament de proteïnes que implica inteïnes. En aquest esquema, la N-exteïna es mostra en vermell, la inteïna en negre i la C-exteïna en blau. X representa un àtom d'oxigen o de sofre.

L'enllaç de proteïnes és una reacció intramolecular d'una proteïna particular en la qual s'elimina un segment proteic intern (anomenat inteïna) d'una proteïna precursora amb una lligadura de proteïnes externes C-terminals i N-terminals (anomenades exteïnes) a ambdós costats. La unió d' splicing de la proteïna precursora és principalment una cisteïna o una serina, que són aminoàcids que contenen una cadena lateral nucleòfila. Les reaccions d'empalmament de proteïnes que es coneixen ara no requereixen cofactors exògens ni fonts d'energia com ara el trifosfat d'adenosina (ATP) o el trifosfat de guanosina (GTP). Normalment, l'splicing només s'associa amb l'splicing pre-mRNA. Aquesta proteïna precursora conté tres segments: una N-exteïna seguida de la inteïna seguida d'una C-exteïna. Després de l'empalmament, la proteïna resultant conté la N-exteïna lligada a la C-exteïna; aquest producte d'empalmament també s'anomena exteïna.

## Història
La primera inteïna es va descobrir l'any 1988 mitjançant la comparació de seqüències entre l'ATPasa vacuolar de Neurospora crassa i pastanaga (sense inteïna) i el gen homòleg del llevat (amb inteïna) que es va descriure per primera vegada com un putatiu transportador d'ions calci. El 1990 Hirata et al. va demostrar que la seqüència addicional del gen del llevat es va transcriure a ARNm i es va eliminar de la proteïna hoste només després de la traducció. Des de llavors, s'han trobat inteïnes en els tres dominis de la vida (eucariotes, bacteris i arquees) i en virus.
L'empalmament de proteïnes no era previst i els seus mecanismes van ser descoberts per dos grups (Anraku i Stevens) el 1990. Tots dos van descobrir un Saccharomyces cerevisiae VMA1 en un precursor d'un enzim vacuolar H+-ATPasa. La seqüència d'aminoàcids dels terminals N i C corresponia al 70% de la seqüència d'ADN de la d'una H + -ATPasa vacuolar d'altres organismes, mentre que la seqüència d'aminoàcids de la posició central corresponia al 30% de la seqüència d'ADN total de la nucleasa HO del llevat.
Molts gens tenen segments de codificació d'inteïnes no relacionats inserits en diferents posicions. Per aquestes i altres raons, les inteïnes (o més pròpiament, els segments genètics que codifiquen les inteïnes) de vegades s'anomenen elements genètics egoistes, però pot ser més exacte anomenar-les paràsits. Segons la visió centrada en els gens de l'evolució, la majoria dels gens són "egoistes" només en la mesura que competeixen amb altres gens o al·lels, però normalment compleixen una funció per als organismes, mentre que els "elements genètics paràsits", almenys inicialment, no aporten una contribució positiva a la forma física de l'organisme.
A desembre de 2019, la base de dades UniProtKB conté 188 entrades anotades manualment com a inteïnes, que van des de només desenes de residus d'aminoàcids fins a milers. La primera inteïna es va trobar codificada dins del gen VMA de Saccharomyces cerevisiae. Posteriorment es van trobar en fongs (ascomicets, basidiomicets, zigomicets i quitrids) i també en proteïnes diverses. S'ha descrit que una proteïna molt relacionada amb inteïnes conegudes que contenen proteïnes, però estretament relacionada amb les proteïnes d'eriçó dels metazous, té la seqüència d'inteïnes de Glomeromycota. Moltes de les inteïnes descrites recentment contenen endonucleases homing i algunes d'aquestes aparentment són actives. L'abundància d'inteïna als fongs indica la transferència lateral de gens que contenen inteïna. Mentre que en eubacteris i arqueus, actualment hi ha 289 i 182 inteïnes conegudes. No és sorprenent que la majoria de les inteïnes dels eubacteris i les arquees s'insereixin a la proteïna metabòlica de l'àcid nucleic, com els fongs.
Les inteïnes varien molt, però moltes de les mateixes proteïnes que contenen inteïnes es troben en diverses espècies. Per exemple, la proteïna del factor 8 de processament de pre-ARNm (Prp8), instrumental en l'espliceosoma, té set llocs diferents d'inserció d'inteïnes en espècies eucariotes. La Prp8 que conté inteïna es troba més freqüentment en fongs, però també s'observa a Amoebozoa, Chlorophyta, Capsaspora i Choanoflagellida. Molts micobacteris contenen inteïnes dins de DnaB (helicasa replicativa bacteriana), RecA (ADN recombinasa bacteriana) i SufB (proteïna d'assemblatge de clúster de FeS). Hi ha una varietat notable dins l'estructura i el nombre d'inteïnes DnaB, tant dins del gènere Mycobacterium com més enllà. Curiosament, el DnaB que conté inteïnes també es troba als cloroplasts de les algues. Les proteïnes que contenen inteïnes que es troben a les arquees inclouen RadA (homòleg de RecA), RFC, PolB, RNR. Moltes de les mateixes proteïnes que contenen inteïnes (o els seus homòlegs) es troben en dos o fins i tot en els tres dominis de la vida. Les inteïnes també es veuen als proteomes codificats per bacteriòfags i virus eucariotes. Els virus poden haver estat implicats com a vectors de distribució de la inteïna a través de l'àmplia varietat d'organismes que contenen inteïnes.

## Mecanisme
El procés de les inteïnes de classe 1 comença amb un desplaçament de NO o NS quan la cadena lateral del primer residu (una serina, treonina o cisteïna) de la porció inteïna de la proteïna precursora ataca nucleofílicament l'enllaç peptídic del residu immediatament aigües amunt (és a dir, el residu final de l'esterà lineal N-èster) intermedi. Una transesterificació es produeix quan la cadena lateral del primer residu de la C-exteïna ataca el (tio)èster recentment format per alliberar l'extrem N-terminal de la inteïna. Això forma un intermedi ramificat en el qual s'uneixen la N-exteïna i la C-exteïna, encara que no a través d'un enllaç peptídic. L'últim residu de la inteïna és sempre una asparagina (Asn), i l'àtom de nitrogen amida d'aquesta cadena lateral escinda l'enllaç peptídic entre la inteïna i la C-exteïna, donant lloc a un segment d'inteïna lliure amb una imida cíclica terminal. Finalment, el grup amino lliure de la C-exteïna ataca ara el (tio)èster que uneix les N- i C-exteïnes. Un desplaçament ON o SN produeix un enllaç peptídic i la proteïna funcional i lligada.
Les inteïnes de classe 2 no tenen una primera cadena lateral nucleòfila, només una alanina. En canvi, la reacció comença directament amb un desplaçament nucleòfil, amb el primer residu de la C-exteïna que s'enganxa al pèptid carboxil sobre el residu final de la N-exteïna. La resta continua com de costum, començant amb Asn convertint-se en una imida cíclica.
Les inteïnes de classe 3 no tenen una primera cadena lateral nucleòfila, només una alanina, però tenen un motiu "WCT" intern no contigu. El residu intern C (cisteïna) ataca el pèptid carboxil sobre el residu final de la N-exteïna (desplaçament nucleòfil). La transesterificació es produeix quan el primer residu de la C-exteïna ataca el tioèster recentment format. La resta continua com de costum.
El mecanisme de l'efecte d'empalmament és una analogia natural amb la tècnica per generar químicament proteïnes de mida mitjana anomenada lligadura química nativa.

## Inteïna
Una inteïna és un segment d'una proteïna que és capaç d'extirpar-se i unir les porcions restants (les exteïnes) amb un enllaç peptídic durant l'empalmament de proteïnes. Les inteïnes també s'han anomenat introns proteics, per analogia amb els introns (ARN).

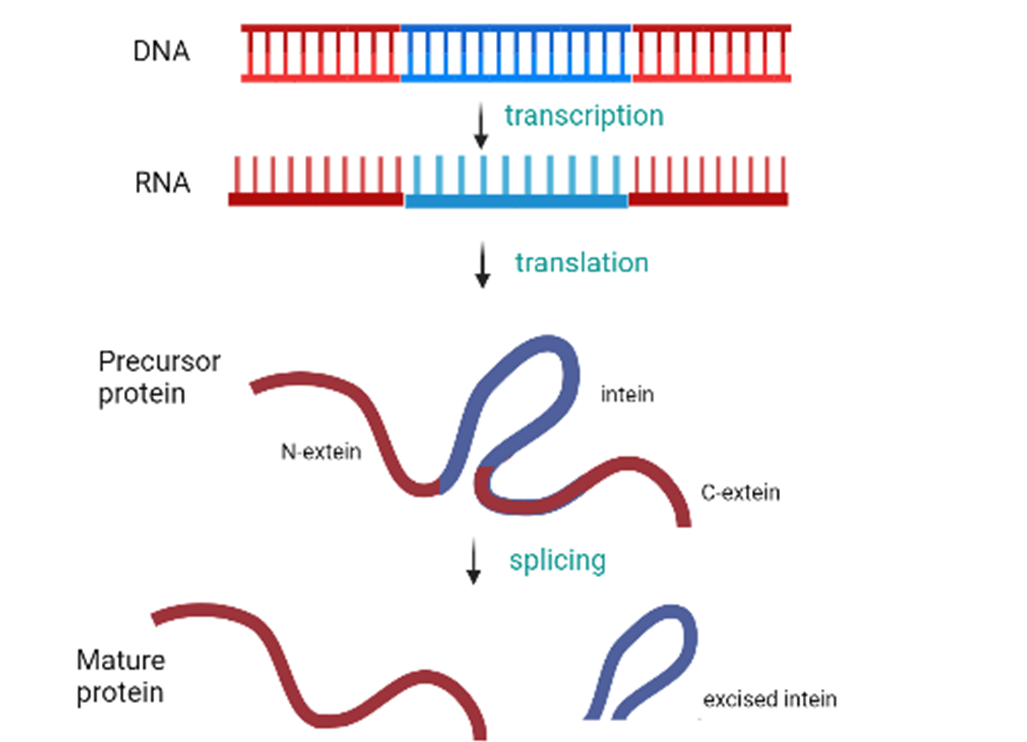
L'empalmament d'inteïnes es produeix post-traduccionalment en un procés autocatalític. Aquí, l'exteïna es mostra en vermell i la inteïna en blau. Imatge creada amb Biorender.com.

### Convencions de denominació
La primera part del nom d'una inteïna es basa en el nom científic de l'organisme on es troba, i la segona part es basa en el nom del gen o exteïna corresponent. Per exemple, la inteïna que es troba a Thermoplasma acidophilum i associada amb la subunitat A de la ATPasa vacuolar (VMA) s'anomena "Tac VMA".
Normalment, com en aquest exemple, només n'hi ha prou amb tres lletres per especificar l'organisme, però hi ha variacions. Per exemple, es poden afegir lletres addicionals per indicar una soca. Si hi ha més d'una inteïna codificada en el gen corresponent, les inteïnes reben un sufix numèric que comença de 5 ′ a 3 ′ o per ordre de la seva identificació (per exemple, "Msm dnaB-1").
El segment del gen que codifica la inteïna sol rebre el mateix nom que la inteïna, però per evitar confusions, el nom de la inteïna pròpiament dita s'acostuma a escriure en majúscula ( p. ex., Pfu RIR1-1), mentre que el nom del segment gènic corresponent es posa en cursiva ( p. ex., Pfu rir1-1 ). Una convenció de desambiguació diferent és posar una "i" en minúscula després del nom de la proteïna font, per exemple, "Msm DnaBi1".

### Tipus d'inteïns
Les inteïnes es poden classificar segons molts criteris.
- En funció de com s'empalmen, es poden classificar en cis-splicing (que vol dir que s'empalmen) o trans-splicing (la qual cosa significa que necessiten ajuda externa). Les inteïnes més estudiades són cis-splicing. Els inteins dividits (vegeu més avall) solen implicar dues meitats que s'ajuden mútuament, de manera que són trans-empalmes.[21]
- En funció de si contenen el domini endonucleasa. Els que tenen un domini d'endonucleasa s'anomena "maxi-inteïna", en cas contrari, "mini-inteïna".[21]
- En funció del seu mecanisme d'empalmament, que es pot inferir parcialment[22] en funció de la seqüència. La inteïna de classe 1 és el tipus més estudiat i està marcada per una cisteïna o serina com a primer residu. La inteïna de classe 2, o "inteïna d'alanina" té l'alanina com a primer residu i no té cap motiu WCT. La inteïna de classe 3 té alanina com a primer residu i un motiu "WCT" no contigu.[21] També s'ha proposat que les inteïnes que comencen amb una serina i contenen un motiu "WCT" també s'han de classificar com a classe 3.[22]

## Aplicacions en biotecnologia
Les inteïnes són molt eficients en l'empalmament de proteïnes i, per tant, han trobat un paper important en la biotecnologia. Hi ha més de 200 inteins identificats fins ara; les mides oscil·len entre 100 – 800 AA. Les inteïnes s'han dissenyat per a aplicacions particulars com la semisíntesi de proteïnes i l'etiquetatge selectiu de segments de proteïnes, que és útil per als estudis de RMN de proteïnes grans.
La inhibició farmacèutica de l'excisió de la inteïna pot ser una eina útil per al desenvolupament de fàrmacs; la proteïna que conté la inteïna no realitzarà la seva funció normal si la inteïna no s'escisa, ja que la seva estructura es veurà alterada.
S'ha suggerit que les inteïnes podrien resultar útils per aconseguir l'expressió alotòpica de certes proteïnes altament hidrofòbiques codificades normalment pel genoma mitocondrial, per exemple en la teràpia gènica. La hidrofobicitat d'aquestes proteïnes és un obstacle per a la seva importació als mitocondris. Per tant, la inserció d'una inteïna no hidròfoba pot permetre que aquesta importació continuï. L'excisió de la inteïna després de la importació restauraria la proteïna al tipus salvatge.
Les etiquetes d'afinitat s'han utilitzat àmpliament per purificar proteïnes recombinants, ja que permeten l'acumulació de proteïnes recombinants amb poques impureses. Tanmateix, les proteases han d'eliminar l'etiqueta d'afinitat en el pas final de purificació. El pas de proteòlisi addicional planteja els problemes de l'especificitat de la proteasa a l'hora d'eliminar les etiquetes d'afinitat de la proteïna recombinant i l'eliminació del producte de la digestió. Aquest problema es pot evitar fusionant una etiqueta d'afinitat amb inteïnes autoescindibles en un entorn controlat. La primera generació de vectors d'expressió d'aquest tipus va utilitzar una inteïna modificada de Saccharomyces cerevisiae VMA (Sce VMA). Chong et al. va utilitzar un domini d'unió de quitina (CBD) de Bacillus circulans com a etiqueta d'afinitat i va fusionar aquesta etiqueta amb una inteïna Sce VMA modificada. La inteïna modificada experimenta una reacció d'autoescissió en el seu enllaç pèptid N-terminal amb 1,4-ditiotreitol (DTT), β-mercaptoetanol (β-ME) o cistina a baixes temperatures en un ampli rang de pH. Després d'expressar la proteïna recombinant, l'homogeneïtat cel·lular es fa passar per la columna que conté quitina. Això permet que el CBD de la proteïna quimèrica s'uneixi a la columna. A més, quan es redueix la temperatura i les molècules descrites anteriorment travessen la columna, la proteïna quimèrica se sotmet a un autosplicing i només s'elueix la proteïna diana. Aquesta nova tècnica elimina la necessitat d'un pas de proteòlisi i Sce VMA modificat es manté a la columna unida a la quitina a través del CBD.
Recentment, les inteïnes s'han utilitzat per purificar proteïnes basades en pèptids autoagregants. Els polipèptids semblants a l'elastina (ELP) són una eina útil en biotecnologia. Fusionats amb proteïnes diana, tendeixen a formar agregats dins de les cèl·lules. Això elimina el pas cromatogràfic necessari en la purificació de proteïnes. Les etiquetes ELP s'han utilitzat en la proteïna de fusió de la inteïna, de manera que els agregats es poden aïllar sense cromatografia (per centrifugació) i després la inteïna i l'etiqueta es poden escindir de manera controlada per alliberar la proteïna diana en solució. Aquest aïllament de proteïnes es pot fer mitjançant un flux continu de medis, produint grans quantitats de proteïnes, fent que aquest procés sigui més eficient econòmicament que els mètodes convencionals. Un altre grup d'investigadors va utilitzar etiquetes d'autoagregació més petites per aïllar la proteïna diana. Els petits pèptids amfipàtics 18A i ELK16 (figura 5) es van utilitzar per formar proteïnes d'agregació que s'autoescindeixen.

## Aplicacions en el desenvolupament d'antimicrobians
Durant els últims vint anys, hi ha hagut un interès creixent per aprofitar les inteïnes per a aplicacions antimicrobianes. L'empalmament d'inteïnes es troba exclusivament en organismes unicel·lulars, amb una abundància especialment elevada en microorganismes patògens. A més, les inteïnes es troben habitualment dins de proteïnes domèstiques i/o proteïnes implicades en la supervivència de l'organisme dins d'un hoste humà. L'eliminació de la inteïna després de la traducció és necessària perquè la proteïna es plegui i funcioni correctament. Per exemple, Gaëlle Huet et al. va demostrar que a Mycobacterium tuberculosis, SufB sense empalmar impedeix la formació del complex SufBCD, un component de la maquinària SUF. Com a tal, la inhibició de l'empalmament de la inteïna pot servir com a plataforma potent per al desenvolupament d'antimicrobians.
La investigació actual sobre inhibidors de l'empalmament d'inteïnes s'ha centrat en el desenvolupament d'antimicobacterians (M. tb. té tres proteïnes que contenen inteïnes), així com agents actius contra els fongs patògens Cryptococcus i Aspergillus. El cisplatí i els compostos similars que contenen platí inhibeixen l'empalmament de la M. tb. RecA inteïna mitjançant la coordinació amb residus catalítics. Els cations divalents, com ara els ions de coure (II) i zinc (II), funcionen de manera similar per inhibir de manera reversible l'empalmament. Tanmateix, cap d'aquests mètodes és actualment adequat per a un antibiòtic efectiu i segur. La inteïna fúngica Prp8 també és inhibida pels cations divalents i el cisplatí a través d'interferir amb el residu catalític Cys1. El 2021, Li et al. va demostrar que els inhibidors de molècules petites de l'empalmament de la inteïna de Prp8 eren selectius i eficaços per frenar el creixement de C. neoformans i C. gattii, proporcionant proves interessants del potencial antimicrobià dels inhibidors de l'empalmament de la inteïna.